# Willoughby Norrie, 1. Baron Norrie

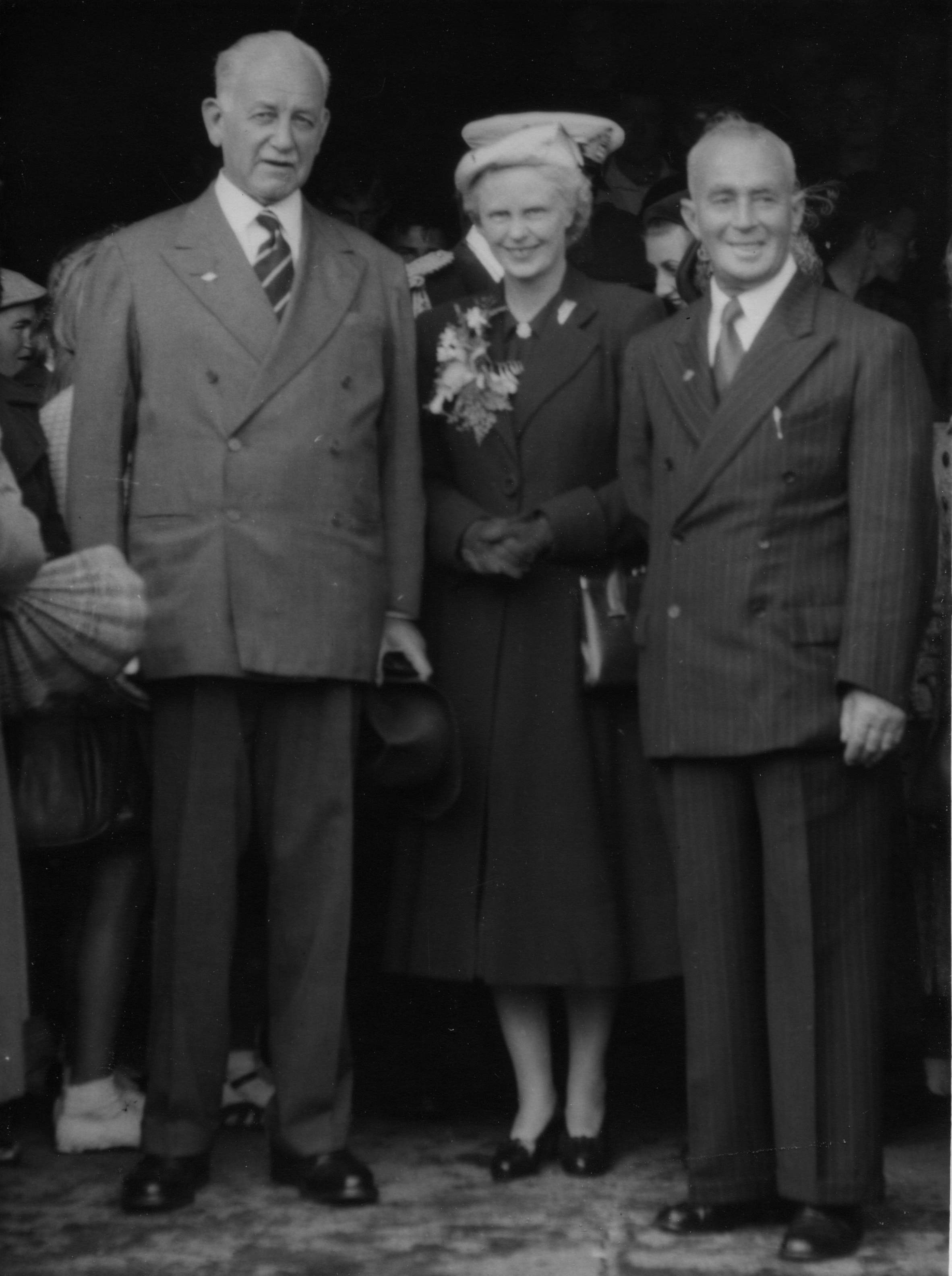
Norrie (links) im Jahre 1954 bei einem Besuch der neuseeländischen Stadt Foxton

Charles Willoughby Moke Norrie, 1. Baron Norrie (* 26. September 1893 in London, England; † 25. Mai 1977 in Wantage, Oxfordshire) war ein britischer General während des Zweiten Weltkriegs sowie später Gouverneur von South Australia und Generalgouverneur von Neuseeland.

## Leben
Nach dem Studium am Royal Military College Sandhurst trat er 1913 als Second Lieutenant der 11th Hussars in die British Army ein. Während des Ersten Weltkriegs wurde er mehrfach ausgezeichnet und vier Mal verwundet. Zuletzt war er im temporären Rang eines Major Generalstabsoffizier des 2. Bataillons des Tank Corps.
Nach dem Krieg diente er in Indien und wurde zu einem Fachmann in mechanisierter Kriegsführung. Bei Ausbruch des Zweiten Weltkriegs war er Befehlshaber der 1st Armoured Brigade. 1941 wurde er zum Major-General befördert und übernahm als General Officer Commanding den Befehl über die britische 1. Panzerdivision. Im November desselben Jahres wurde die Division nach Nordafrika verlegt, um den deutschen Vormarsch aufzuhalten. Als der Befehlshaber des XXX. Korps, Generalleutnant Vyvyan Pope, bei einem Flugzeugabsturz ums Leben kam, übernahm er dessen Posten und führte das Korps in der Operation Crusader. Im Juni 1942 erlitten seine Truppen jedoch im Rahmen des Unternehmens Theseus eine herbe Niederlage, woraufhin er von seinem Posten entbunden wurde und in Großbritannien zum Kommandanten des Royal Armoured Corps ernannt wurde.
1944 wurde Norrie das Amt des Gouverneurs von South Australia angeboten. Er akzeptierte und trat aus der Armee im Brevet-Rang eines Lieutenant-General aus; am 12. Dezember 1944 trat er das Amt an. Während seiner Zeit als Gouverneur unternahm er viele Reisen durch den Bundesstaat, besuchte über 300 Schulen und hielt bis zu zehn Reden am Tag. In seinen ausführlichen Berichten an das Colonial Office kritisierte er Charles Duguid und seinen Einsatz für die Rechte der Aborigines, als „fehlgeleitete Sentimentalität“.
1948 wurde seine Amtszeit verlängert. 1952 trat er jedoch zurück, da ihm der Posten des Generalgouverneurs von Neuseeland angeboten worden war. Diesen Posten hatte er von Dezember 1952 bis Juli 1957 inne. Nach seiner Rückkehr nach England wurde er am 22. August 1957 mit dem Titel Baron Norrie, of Wellington in New Zealand and of Hawkesbury Upton in the County of Gloucester, zum erblichen Peer erhoben, und erhielt dadurch einen Sitz im House of Lords. Von 1960 bis 1968 war er Kanzler des Order of St. Michael and St. George. Im Ruhestand war er noch als Direktor der Londoner Niederlassung der Bank of New South Wales tätig. Er starb am 25. Mai 1977 in Wantage.

## Orden und Ehrenzeichen
- Military Cross & Bar (1915, 1916)
- Mentioned in Despatches (zweimal)
- Companion des Distinguished Service Order (1919)
- Companion des Order of the Bath (1942)
- Knight Commander des Order of St. Michael and St. George (1944)
- Knight des Order of Saint John (1945)
- Knight Grand Cross des Order of St. Michael and St. George (1952)
- Knight Grand Cross des Royal Victorian Order (1954)[2]